# Karol od św. Andrzeja
Karol od św. Andrzeja, nid. Karel van Sint Andries Houben (ur. 11 grudnia 1821 w Munstergeleen w Limburgii, zm. 5 stycznia 1893 na Mount Argus pod Dublinem w Irlandii) – holenderski pasjonista (CP), kapłan, święty Kościoła katolickiego.

## Życiorys
Urodził się jako czwarte z dziesięciu dzieci młynarza i od młodości charakteryzowała go znaczna, tradycyjna pobożność katolicka. Poważną słabość intelektualną przezwyciężał dzięki wytrwałości w dążeniu do celów. Przez dziesięć lat uczęszczał pieszo do szkoły średniej w Sittard (dwie mile w jedną stronę). Wiosna 1840 otrzymał kartę powołania do wojska i został żołnierzem I Regimentu Pieszego w Bergen op Zoom. Tu, jako katolik, a przy tym osoba o stosunkowo niskiej inteligencji, znosił liczne upokorzenia towarzyszy broni, dojrzewając jednocześnie do powołania kapłańskiego. Z wojska został wykupiony przez ojca za kaucją i zaczął nadrabiać zaległości w nauce w prywatnej szkole, robiąc bardzo szybkie postępy. 
5 listopada 1845, za wstawiennictwem prowincjała Dominika Barberiego (późniejszego błogosławionego), został przyjęty do nowicjatu Zgromadzenia Pasjonistów przy klasztorze św. Michała w Ere (belgijska prowincja Hainaut). 1 grudnia 1845 nadano mu zakonne imię Karol od św. Andrzeja. 10 grudnia 1846 złożył śluby zakonne, a potem rozpoczął kurs filozofii i teologii. 21 grudnia 1850 otrzymał święcenia kapłańskie z rąk biskupa Tournai, Gasparda-Josepha Labisa. Sześć miesięcy później przyjechał do Staffordshire w Anglii. 
Poznał tu tragiczne warunki życia i pracy w kopalniach i hutach, a także nieludzkie traktowanie pracowników. Doświadczył też antykatolickiej wrogości. W 1854 został wysłany do nowicjatu w Cotton Hall, gdzie został asystentem mistrza, ojca Salwiana Nardocci. Potem nowicjat zlikwidowano, ale zakonnicy pozostali na miejscu, by zająć się rozległą terytorialnie parafią, w której katolicy byli bardzo rozproszeni, było ich niewielu, a jednocześnie szerzyły się silne postawy antykatolickie. Latem 1854 został przeniesiony do świeżo założonego klasztoru, pustelni na Mount Argus w Dublinie. Od tego czasu bardzo silnymi więzami związał się z Irlandią. Był pionierem pasjonistowskim w tym kraju.
Lokalna społeczność poznała go jako słabego mówcę i doskonałego spowiednika, w związku z czym konfesjonał, w którym zasiadał cieszył się ogromną popularnością. Zanotowano tu przypadki nawróceń. Rozgłos Houbena stopniowo rósł. Z czasem liczba osób oczekujących błogosławieństwa, w tym przyjezdnych z innych regionów, wzrosła do około trzystu osób dziennie. Wśród ludzi rozniosła się też informacja o uzdrowieniu dziewczynek: chorej na tyfus i sparaliżowanej 9-latki (niemowy). Uzdrowił też kobietę chorą na reumatyzm. Jego sława rozeszła się poza granice Irlandii - do Anglii, USA i Australii. Przypadki uzdrowień notowano prawie codziennie, co przysporzyło mu wrogów wśród ludności niekatolickiej i lokalnego świata medycznego. Lekarze z Dublina zwrócili się z prośba do arcybiskupa Paula Cullena, aby ten przeniósł Houbena poza Dublin. Arcybiskup początkowo odmówił tej prośbie, ale później zmienił zdanie, gdy na jaw wyszedł proceder sprzedaży wody poświęconej przez zakonnika, z którym nie miał on nic wspólnego. 
W 1866 powrócił do Anglii, na służbę parafialną, gdzie przybywali również chorzy licząc na uzdrowienie. W styczniu 1874 sprawa wody święconej w Dublinie została zapomniana i Houben powrócił na Mount Argus, gdzie przebywał przez ostatnie 19 lat swego życia. 
W 1881, jadąc dorożką, uczestniczył w kolizji drogowej naprzeciw St. Clare's Convent Harold's Cross, w której złamał nogę, której nigdy prawidłowo nie wyleczył, a dodatkowo, w wyniku szoku, odczuwał do końca życia silne bóle zębów i głowy. Stopniowo podupadał na zdrowiu i ostatni raz pokazał się na chórze kościelnym 9 grudnia 1892. Wezwany tego dnia lekarz stwierdził u niego silną różę w obrębie nogi, określając przypadek, jako beznadziejny. Przejściowo, na kilka dni odzyskał siły, ale potem jego sytuacja zdrowotna stała się bardzo zła. Pierwsze dni 1893 były dla niego bardzo bolesne. 3 stycznia 1893 stracił wzrok i siłę mówienia. Nie mógł również przełykać. Zmarł 5 stycznia 1893 o godzinie 5.30.
Na pogrzeb przybyły tłumy wiernych. Przez pięć godzin ciało było wystawione na widok publiczny. Obecni starali się odrywać kawałki odzieży, jako relikwie. Gdy ciało zostało wyniesione odbył się rabunek przedmiotów zgromadzonych w pomieszczeniu, a należących do zmarłego. Z miejsca pogrzebu wynoszono też ziemię i glinę.

## Błogosławiony
13 listopada 1935 papież Pius XI podpisał dekret rozpoczynający proces beatyfikacyjny. Proces informacyjny w poszczególnych diecezjach przeprowadzono w latach 1936 i 1938. W 1949 otrzymano pozwolenie na przeniesienie ciała z cmentarza do kościoła na Mount Argus. Utworzono tu sanktuarium. Beatyfikowany został 16 października 1988 przez papieża Jana Pawła II, a kanonizowany 3 czerwca 2007 przez Benedykta XVI.
Jego wspomnienie liturgiczne obchodzone jest w dzienną pamiątkę śmierci (dies natalis).